# Orquesta de Cámara de Pforzheim
La Orquesta de Cámara de Pforzheim (nombre completo en alemán: Südwestdeutsches Kammerorchester Pforzheim (SWDKO); en español: Orquesta de Cámara del Sudoeste de Alemania de Pforzheim) es una orquesta de cámara alemana con sede en Pforzheim que ha logrado reconocimiento internacional.

## Historia
La orquesta fue fundada en 1950 por Friedrich Tilegant, un alumno de Paul Hindemith. Fue dirigida por Paul Angerer de 1971 a 1981, por Vladislav Czarnecki desde 1986 y por Sebastian Tewinkel desde 2002.
En 1970 la orquesta dirigió una competición compositiva por su 20º aniversario, el primer premio fue entregado a Ulrich Stranz.

## Repertorio y grabaciones
La orquesta ha grabado diversas obras de Johann Sebastian Bach junto con el Heinrich-Schütz-Chor Heilbronn y el director Fritz Werner. Entre dichas obras se encuentran un gran número de cantatas, la Misa en si menor (1957), la Pasión según San Mateo (1958), la Pasión según San Juan (1960), el Oratorio de Navidad (1963) y el Oratorio de Pascua (1964).
La orquesta se ha encargado de la parte instrumental en estrenos de Boris Blacher, Jean Françaix, Harald Genzmer y Enjott Schneider.
Asimismo, grabó los conciertos para violonchelo de Luigi Boccherini con Julius Berger, un profesor de la Universidad de Maguncia. Una crítica afirmaba sobre dicha grabación: «Berger es asistido hábilmente en este concierto con acompañamientos sensibles y pulidos de la Orquesta de Cámara del Sudoeste de Alemania que utilizan instrumentos modernos bajo la dirección del maestro Vladislav Czarnecki».

## Directores
- 1950–1968 Friedrich Tilegant
- 1971–1982 Paul Angerer
- 1986–2002 Vladislav Czarnecki
- 2002–2013 Sebastián Tewinkel
- 2013–2019 Guante de Timo
- 2019– Douglas Bostock[9]